# Encore plus libre
 (juin 2013).
Si vous disposez d'ouvrages ou d'articles de référence ou si vous connaissez des sites web de qualité traitant du thème abordé ici, merci de compléter l'article en donnant les références utiles à sa vérifiabilité et en les liant à la section « Notes et références ».
Encore plus libre est une émission de télévision française diffusée sur France 2 de 2004 à 2005. C'est un remake de Union libre.